# Acanthaspidia laevis
Acanthaspidia laevis là một loài chân đều trong họ Acanthaspidiidae. Loài này được Chardy miêu tả khoa học năm 1978.